# Old State Capitol (Springfield, Illinois)
Das Old State Capitol State Historic Site in Springfield (Illinois) ist das heute als Museum dienende fünfte State Capitol des amerikanischen Bundesstaates Illinois.
Es wurde 1837–40 errichtet und diente als Parlament des Bundesstaates Illinois 1840–1876, bis die Funktion in das neue Illinois State Capitol zog. Abraham Lincoln kündigte hier 1858 seine Präsidentschaftskandidatur an, Barack Obama die seine im Jahr 2007.
Abraham Lincoln war hier auch 1840–41 als Abgeordneter tätig und plädierte hier als Rechtsanwalt 1841–60. 1876 bis 1966 diente der Bau im Stil des Greek Revival (US-Variante des Klassizismus) als örtliches Gerichtsgebäude des Sangamon County. Wegen der Nahebeziehung zu Abraham Lincoln wurde das unterdessen stark veränderte Gebäude zu Ende der 1960er Jahre als Museum in den ungefähren Zustand der Mitte des 19. Jahrhunderts versetzt. De facto handelte es sich dabei um einen Abriss und Neubau als Rekonstruktion zu patriotisch-musealen Zwecken.
Am 4. Juli 1961 wurde das Old State Capitol als ein National Historic Landmark anerkannt. Im Jahr 1985 wurde das Gebäude unter der Referenznummer 85003178 in das National Register of Historic Places aufgenommen.